# Pouillot des Philippines
Phylloscopus olivaceus
Espèce
Statut de conservation UICN

 LC  : Préoccupation mineure
Le Pouillot des Philippines (Phylloscopus olivaceus) est une espèce de passereaux de la famille des Phylloscopidae.
Son aire s'étend à travers la moitié sud des Philippines.